# Chiesa di Sant'Antonio (Pergine Valsugana)
La chiesa di Sant'Antonio  è la parrocchiale di Masetti di Pergine, frazione di Pergine Valsugana, in Trentino. Fa parte dell'ex-decanato di Pergine dell'arcidiocesi di Trento e la sua costruzione risale al XX secolo.

## Storia

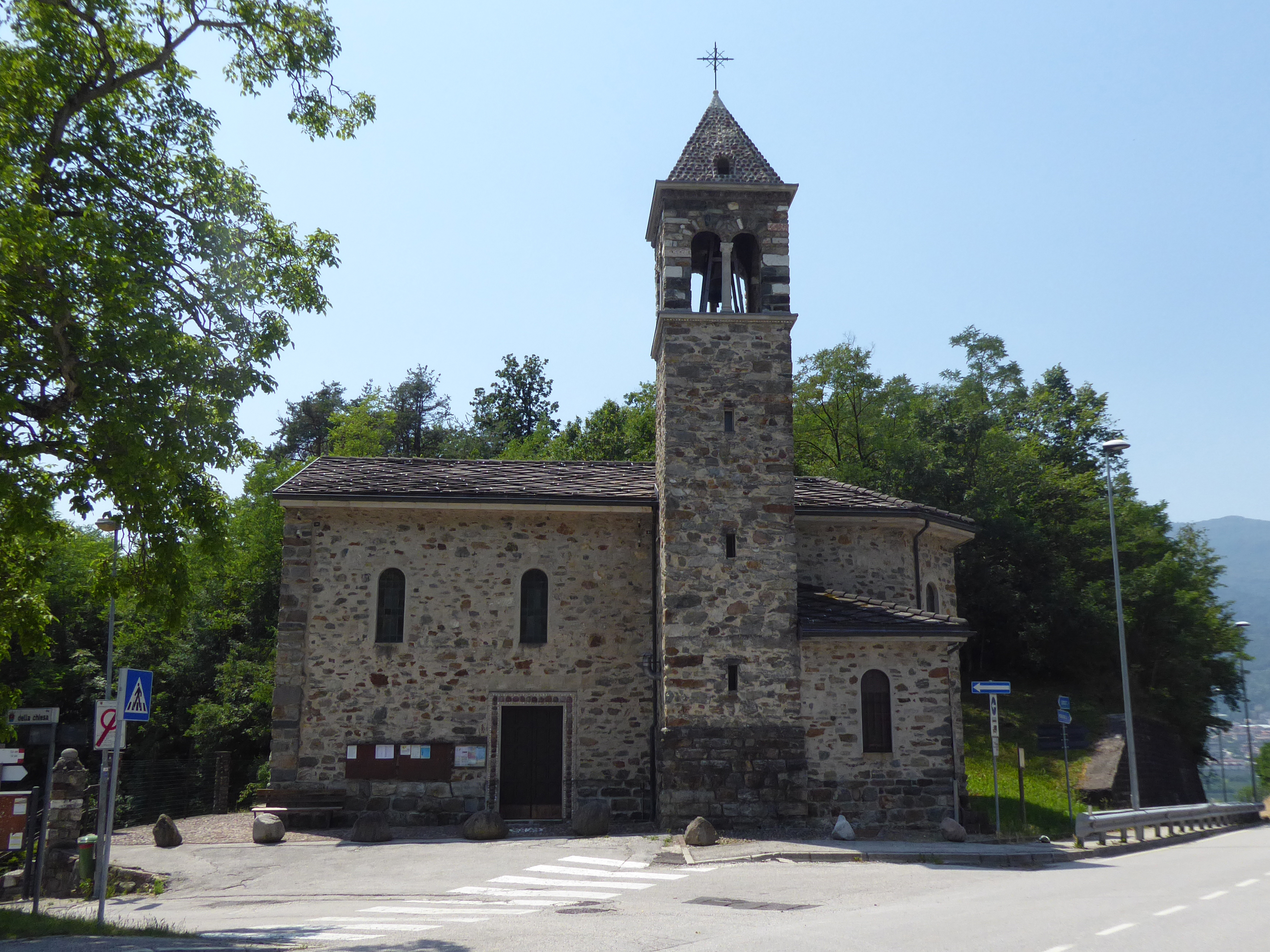
Lato sinistro della chiesa di Sant'Antonio con torre campanaria e ingresso laterale che si affaccia sullo stradone.

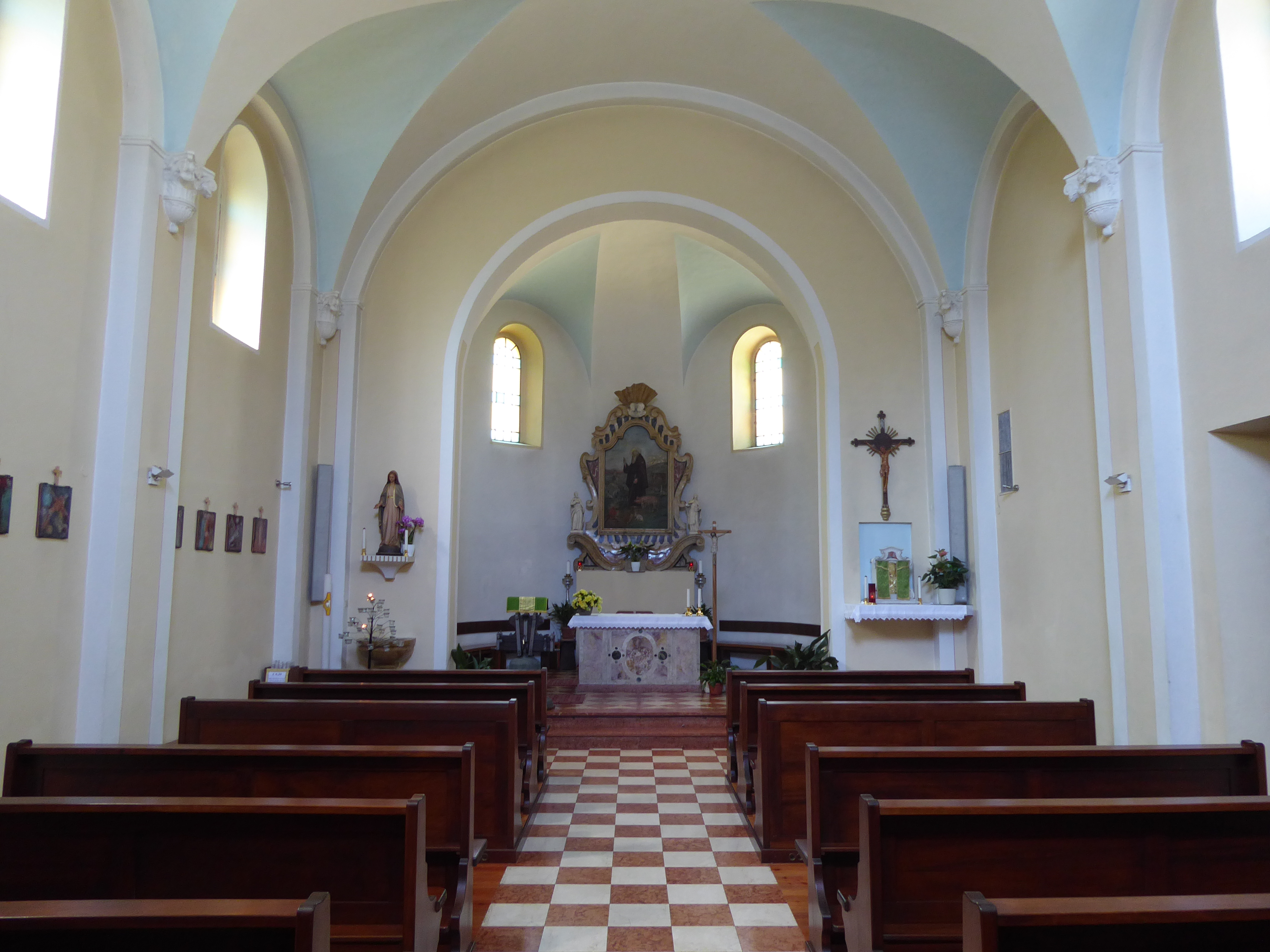
Navata della chiesa.

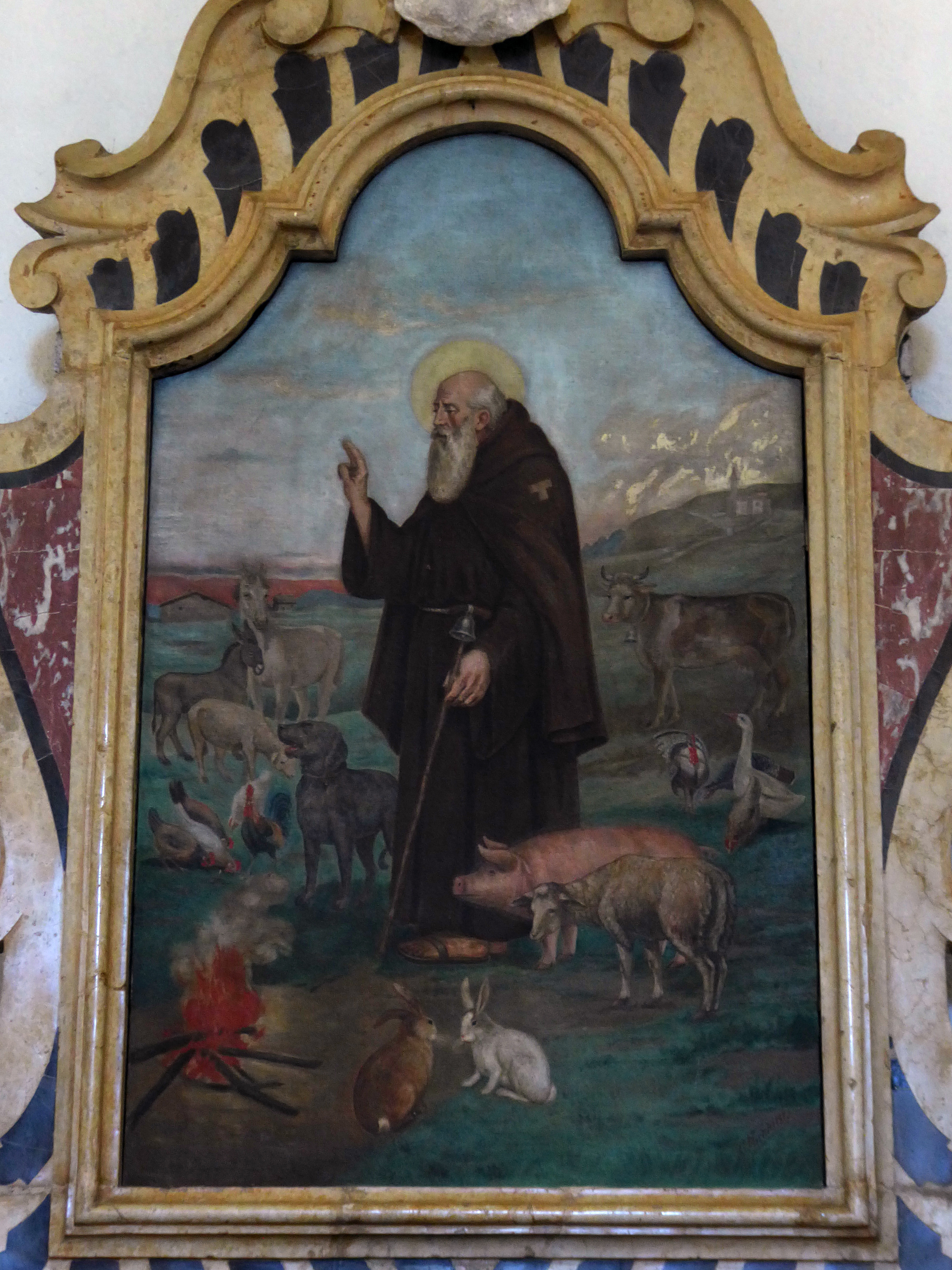
Pala sull'altare maggiore che raffigura Sant'Antonio

Nei primi anni del XX secolo il lascito testamentario di Francesco Fruet, che viveva a Masetti, diede il via alle iniziative per la costruzione del primo luogo di culto nella frazione. Venne istituito un comitato che si interessò sia al reperimento dei fondi sia all'ottenimento dei permessi necessari. Il progetto fu affidato, nel 1911, all'architetto di Pergine Eduino Maoro e nell'estate del 1913 iniziarono i lavori.
Il 2 agosto 1914, con lo scoppio della guerra e malgrado Italia e Austria ancora non fossero in conflitto, i lavori vennero interrotti. La costruzione era arrivata alle strutture murarie principali, al coperto, alle parti del presbiterio e della sacrestia, inoltre la torre campanaria ormai era giunta all'altezza della navata.
Durante la guerra l'edificio venne utilizzato dagli austriaci a scopi militari e nelle sue vicinanze fu attivo un ospedale militare. Con la fine delle ostilità, e quando ormai il territorio era entrato a far parte del Regno d'Italia, dall'agosto del 1920 il cantiere venne riaperto. I lavori non furono ultimati neppure in questa seconda occasione ma intanto fu terminata la torre campanaria, messo l'intonaco e installati i serramenti.
Entro i dieci anni successivi, con lentezza, furono finalmente ultimati gli interventi necessari. La solenne consacrazione venne celebrata nel 1929 e la chiesa fu aperta al culto. Negli anni sessanta fu oggetto di restauri conservativi e, il  15 luglio 1967, venne elevata a dignità di chiesa parrocchiale autonoma. Altri lavori furono realizzati entro il 1973 e in quel momento l'edificio fu dotato di un nuovo impianto per il riscaldamento e la parte presbiteriale venne adeguata alle nuove esigenze liturgiche.

## Descrizione

### Esterno
L'orientamento della chiesa è verso nord-ovest. Tutto l'esterno è rifinito in pietra a vista. Il prospetto principale è a capanna con due spioventi. Il portale è architravato e sormontato da una lunetta a tutto sesto con decorazione a graffito firmata R.R. e datata 1906. Al centro della facciata è posto una grande finestra rotonda che porta luce alla sala.

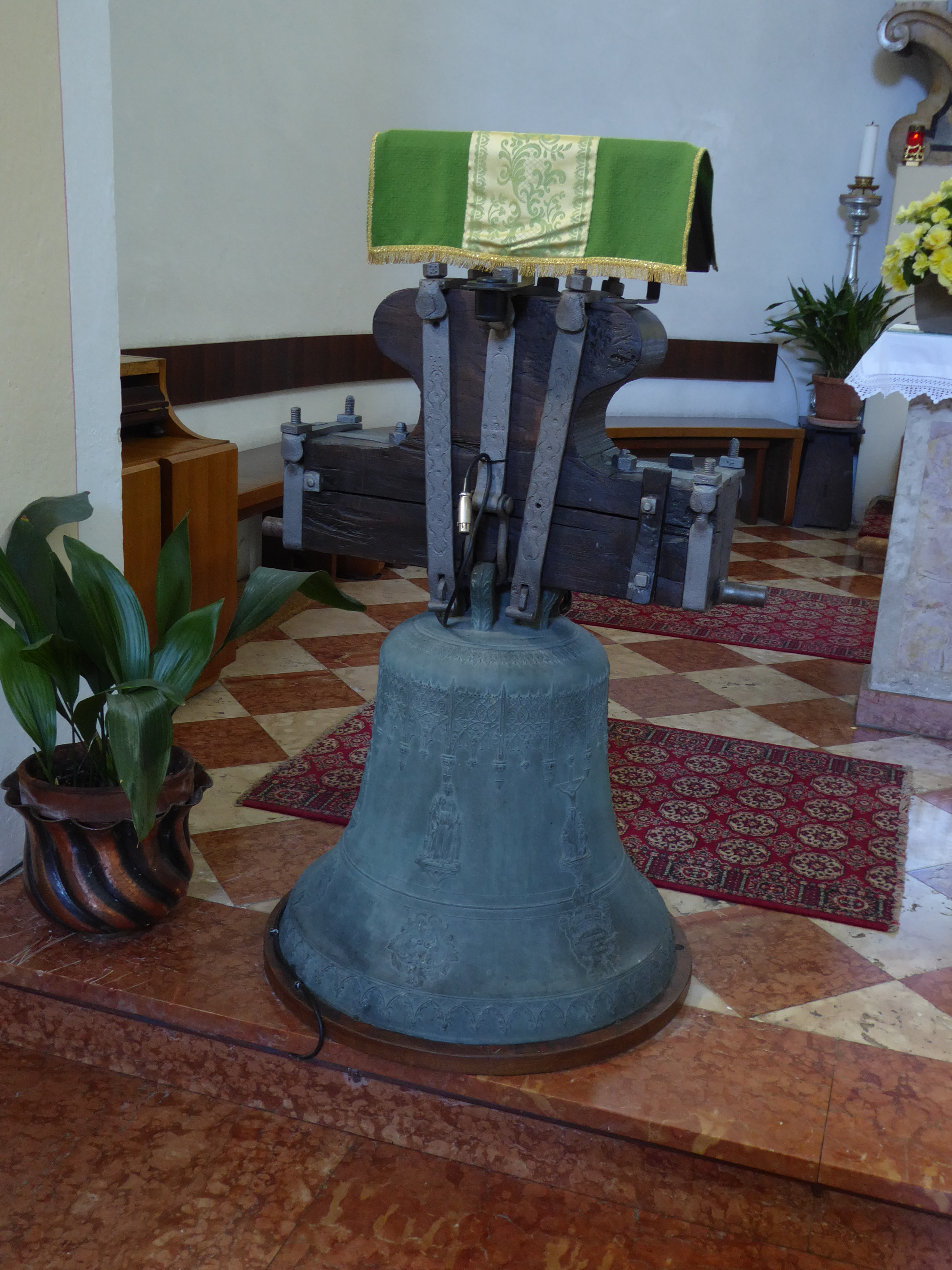
Campana del 1878 usata con funzione di ambone.

La torre campanaria, posta sulla sinistra, ha la cella che si apre con quattro finestre a bifora e la copertura è a forma di piramide a basa quadrata. Sulla cuspide è incisa la data 26.VIII.1929.

## Interno
La navata interna è unica, con volta a botte. L'arco santo è a tutto sesto e permette l'accesso al presbiterio, leggermente elevato. La pavimentazione è a quadrotte.
Interessante la presenza della campana storica donata dagli abitanti di Vignola-Falesina nella sala e con funzione di ambone. Porta la data 1878 e venne fusa a Vittorio Veneto dalla ditta De Poli.